# Ed Steitz
Edward Stephen Steitz, detto Ed (Beacon, 7 novembre 1920 – East Longmeadow, 21 maggio 1990), è stato un cestista, allenatore di pallacanestro e dirigente sportivo statunitense, membro del Naismith Memorial Basketball Hall of Fame dal 1984 e del FIBA Hall of Fame dal 2007, in qualità di contributore.

## Carriera
Cestista a livello di college, e allenatore dello Springfield College dal 1956 al 1966, Steitz è ricordato principalmente per il suo ruolo decisivo nello sviluppo e nel perfezionamento delle regole della pallacanestro.
È stato direttore del "Research Committee" della National Association of Basketball Coaches (NABC) e del "Rules Committee" della NCAA.
Per la NCAA ha pubblicato annualmente, tra il 1966 ed il 1990, il libro: Basketball Rules of the United States and Canada; ha scritto 58 libri ed oltre 300 articoli sul tema delle regole del gioco. Nel 1976 ha scritto due libri: Illustrated Basketball Rules e The Art of Officiating. Steitz ha inoltre fatto parte della Commissione Tecnica della FIBA.
Tra le innovazioni proposte da Steitz che hanno maggiormente influito il gioco, figurano: l'introduzione del tiro da tre punti; la possibilità di effettuare una schiacciata durante il gioco; l'obbligo di rimettere il gioco il pallone dalla rimessa entro cinque secondi; l'introduzione del tiro libero uno più uno raggiunto il bonus di falli; l'introduzione del terzo arbitro; il possesso alternato all'inizio di ogni quarto.
Figura di rilievo della pallacanestro a livello internazionale, è stato capo-delegazione per la pallacanestro statunitense alle Olimpiadi 1984. Ha lavorato per il Comitato Olimpico degli Stati Uniti già dalle Olimpiadi 1964, e sino a quelle del 1980.
Nel 1974 Steitz fu uno dei fondatori della "Amateur Basketball Federation of the United States of America", poi denominata USA Basketball, di cui fu anche presidente.